# Seleção Monserratense de Futebol
A Seleção Monserratense de Futebol representa a ilha de Monserrate nas competições de futebol da FIFA.
Na mesma data da final da Copa de 2002 entre Alemanha e Brasil, foi disputada uma partida entre as duas últimas seleções do ranking da FIFA da época: Butão (que, na época, ocupava o 202º lugar do ranking) e Monserrate (na época, o 203º colocado) disputaram o título de pior seleção do mundo, num jogo conhecido como a "outra final". O amistoso, organizado por uma empresa holandesa chamada KesselKramer, foi filmado e transformado em um documentário, dirigido por Johan Kramer. Realizado no Butão, o jogo terminou 4 a 0 para a seleção butanesa.
Na disputa por uma vaga na Copa da Alemanha, Monserrate caiu na fase inicial contra Bermudas, com duas humilhantes goleadas (13 a 0 em Hamilton, e 7 a 0 em Plymouth).
No entanto, a partir de 2013 a seleção de Monserrate teve uma melhora surpreendente em seu desempenho e subiu no ranking da FIFA, atingindo a posição de número 166 a partir de junho de 2014.

## Rivalidades
Os adversários mais frequentes que a Seleção de Monserrate enfrentou são Anguila (4 jogos), Belize e Ilhas Virgens Britânicas (3 jogos cada). Das 18 seleções que enfrentou, o Butão é a única equipe não-filiada à CONCACAF que atuou contra os Emerald Boys.

## Recordes
25 de março de 2023
Jogadores em negrito ainda em atividade pela seleção de Montserrat.
| # | Jogador               | Partidas | Gols | Período na seleção |
| - | --------------------- | -------- | ---- | ------------------ |
| 1 | Alex Dyer             | 23       | 0    | 2011–              |
| 2 | Dean Mason            | 22       | 0    | 2012–              |
| 3 | Craig Braham-Barrett  | 19       | 0    | 2018–              |
| 3 | James Comley          | 19       | 1    | 2015–              |
| 5 | Michael Williams      | 17       | 0    | 2014–              |
| 5 | Spencer Weir-Daley    | 17       | 3    | 2015–              |
| 7 | Corrin Brooks-Meade   | 16       | 0    | 2015–              |
| 7 | Bradley Woods-Garness | 16       | 4    | 2012–              |
| 7 | Brandon Comley        | 16       | 0    | 2018–              |
| 7 | Adrian Clifton        | 16       | 6    | 2018–              |
| 7 | Joey Taylor           | 16       | 1    | 2018–              |

| # | Jogador               | Gols | Partidas | Média por jogo | Período na seleção |
| - | --------------------- | ---- | -------- | -------------- | ------------------ |
| 1 | Lyle Taylor           | 10   | 13       | 0.77           | 2015–              |
| 2 | Adrian Clifton        | 6    | 16       | 0.38           | 2015–              |
| 2 | Jay'lee Hodgson       | 4    | 7        | 0.57           | 2011–2014          |
| 2 | Bradley Woods-Garness | 4    | 16       | 0.27           | 2012–              |
| 5 | Vladimir Farrell      | 3    | 12       | 0.25           | 2000–2010          |
| 5 | Spencer Weir-Daley    | 3    | 17       | 0.18           | 2015–              |
| 7 | Marlon Campbell       | 2    | 3        | 0.67           | 2012               |
| 7 | Ellis Remy            | 2    | 6        | 0.33           | 2010–2014          |
| 7 | Nathan Pond           | 12   | 0.17     | 2019–          |                    |

## Treinadores
| - Knut auf dem Berge (2000) - William Lewis (2000) - Paul Morris (2000–2002) - William Lewis (2002–2004) - Scott Cooper (2004) - Ruel Fox (2004) | - Cecil Lake (2008) - Kenny Dyer (2008–2013) - Lenny Hewlett (2013–2015) - Willie Donachie (2018–2022) - Matt Lockwood (2023) - Lee Bowyer (2023–2025) - Angus Eve (2025–) |